# 圣吕班德克拉旺
圣吕班德克拉旺（法語：Saint-Lubin-de-Cravant，法語發音：[sɛ̃ lybɛ̃ də kʁavɑ̃]）是法国厄尔-卢瓦省的一个市镇，属于德勒区。

## 地理
圣吕班德克拉旺（48°42'41"N, 1°5'16"E）面积6.93 平方千米，位于法国中央-卢瓦尔河谷大区厄尔-卢瓦省，该省份为法国北部内陆省份，北起顺时针与厄尔省、伊夫林省、埃松省、卢瓦雷省、卢瓦-谢尔省、萨尔特省和奧恩省接壤。
与圣吕班德克拉旺接壤的市镇（或旧市镇、城区）包括：勒韦尔库尔、普吕德芒什、克吕塞维拉日、布勒佐勒、费桑维利耶-马唐维利耶。

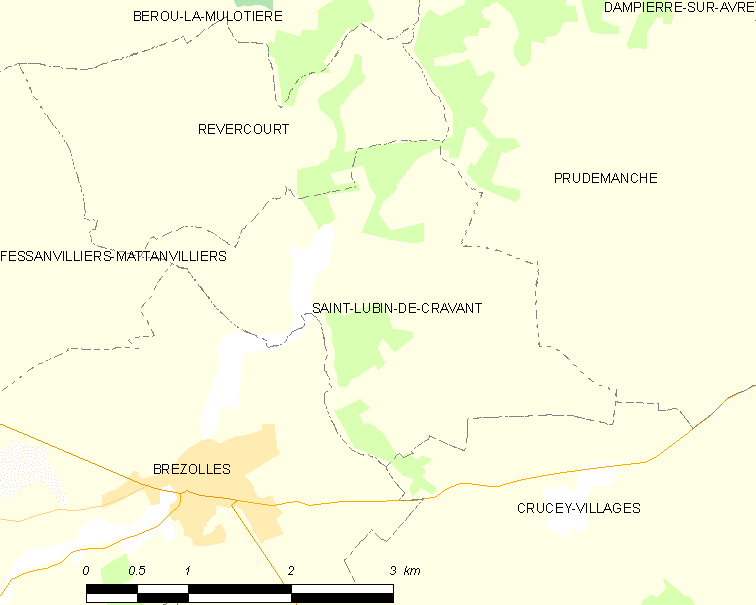
圣吕班德克拉旺的OSM定位图

圣吕班德克拉旺的时区为UTC+01:00、UTC+02:00（夏令时）。

## 行政
圣吕班德克拉旺的邮政编码为28270，INSEE市镇编码为28346。

## 政治
圣吕班德克拉旺所属的省级选区为圣吕班德容什雷县。

## 人口

1962-2008年间圣吕班德克拉旺人口变化图示

圣吕班德克拉旺于2022年1月1日时的人口数量为55人。